# Charles Venn
Charles "Chucky" Venn es un actor británico, más conocido por haber interpretado a Curtis Alexander en la serie Dream Team y a Ray Dixon en la serie EastEnders. 

## Carrera
En el 2001 se unió al elenco de la serie Dream Team donde interpretó al futbolista y delantero Curtis Alexander, hasta mayo del 2005, luego de que su personaje muriera después de que Don Barker enfurecido chocara su coche contra el autobús del equipo.
En el 2006 apareció como personaje invitado en varios episodios de la serie Footballers' Wives donde dio vida al futbolista Tremaine «Tre» Gidigbi.
En el 2007 apareció en la película The Bourne Ultimatum donde interpretó al Agente Hammond.
En el 2008 obtuvo un pequeño papel en la película The Dark Knight donde interpretó al guardia del villano Gambol (Michael Jai White).
El 10 de enero de 2012 se unió al elenco principal de la exitosa serie británica EastEnders donde interpretó a Ray Dixon, hasta el 28 de mayo de 2013, después de que su personaje decidiera irse de Walford para estar más cerca de su hija Sasha Dixon (Rebecca Sanneh).
En febrero del 2014 se anunció que Chuky aparecería como invitado en dos episodios de la serie médica Doctors en mayo del mismo año donde dará vida a Gareth Bailey.
En el 2015 apareció como invitado en un episodio de la serie The Musketeers donde dio vida a Raymond. Ese mismo año se anunció que se había unido al elenco de la serie médica Casualty donde dará vida al enfermero Jacob Masters.

## Filmografía

### Series de televisión
| Año             | Título                    | Personaje         | Notas                                                                    |
| --------------- | ------------------------- | ----------------- | ------------------------------------------------------------------------ |
| 2015 - presente | Casualty                  | Jacob Masters     | 26 episodios                                                             |
| 2015            | The Musketeers            | Raymond           | episodio "Emilie"                                                        |
| 2014            | Miranda                   | Keith, el bombero | episodio "I Do, But to Who?"                                             |
| 2014            | Moving On                 | Eddie Jackson     | episodio "Two Brothers"                                                  |
| 2014            | Doctors                   | Gareth Bailey     | 2 episodios                                                              |
| 2012 - 2013     | EastEnders                | Ray Dixon         | 107 episodios                                                            |
| 2009            | The Brothers              | Richard           | 4 episodios                                                              |
| 2006            | The Bill                  | Ritchie Walker    | episodio "411"                                                           |
| 2006            | Footballers' Wives        | Tremaine Gidigbi  | 8 episodios                                                              |
| 2005            | Days That Shook the World | Mr. Pittsburgh    | episodio "Fact or Fiction: The War of the Worlds and the Hitler Diaries" |
| 2001 - 2005     | Dream Team                | Curtis Alexander  | 98 episodios                                                             |
| 2003            | Holby City                | Barry Tucker      | episodio "On the Inside"                                                 |

### Películas
| Año  | Título                          | Personaje           | Notas                                                                                                  |
| ---- | ------------------------------- | ------------------- | --- |
| 2016 | The Rapture                     | Spider              | junto a Jaime Murray, Danny Dyer, Billy Murray, Martin Kemp, Gary Kemp, Colin Salmon y Steven Berkoff  |
| 2016 | Monochrome                      | Det. C. Wilson      | junto a James Cosmo, Liz May Brice, Jo Woodcock, Richard Cordery, Lee Boardman y Josephine Butler      |
| 2015 | Following Footsteps             | Phoenix Bressell    | junto a David Ajala, Susan Ateh, Loui Batley, Matt Di Angelo y Les Loveday                             |
| 2014 | Queen of Diamonds               | Yohn                | corto - junto a David Ajala, Dave Beech, Blake Harrison, Dawson James, Aaron Jenson y Isabelle Marlowe |
| 2014 | The Method of Love              | Chris Nduka         | junto a Alexandra Afryea, Tyler Fayose, Freddie Hogan, James Barnes y Sarah Akokhia                    |
| 2012 | St George's Day                 | Lol                 | junto a Vincent Regan, Dexter Fletcher, Keeley Hazell, Jamie Foreman, Luke Treadaway y Ashley Walters  |
| 2009 | Wrong Turn 3: Left for Dead     | Walter              | junto a Tom Frederic, Janet Montgomery, Gil Kolirin, Jake Curran y Tom McKay                           |
| 2009 | The Code                        | Oficial de Tránsito | junto a Morgan Freeman, Antonio Banderas, Radha Mitchell, Robert Foster y Rade Serbedzija              |
| 2008 | Sharpe's Peril                  | Deever              | junto a Sean Bean, Velibor Topic, Beatrice Rosen y Raza Jaffrey                                        |
| 2008 | The Dark Knight                 | Guardia de Gambol   | junto a Christian Bale, Michael Jai White y Winston Ellis                                              |
| 2007 | Return to House on Haunted Hill | Warren              | junto a Amanda Righetti, Tom Riley, Erik Palladino, Andrew Lee Potts y Cerina Vincent                  |
| 2007 | The Bourne Ultimatum            | Agente Hammond      | junto a Matt Damon, Julia Stiles, Paddy Considine y Édgar Ramírez                                      |
| 2005 | The STDers                      | Richard Marks       | junto a Andrew McDonald, Michael Grinter, Sharon Lloyd y Elliot Hill                                   |
| 2004 | Draining Lizards                | Johnny              | junto a Robert Atiko, Li-Leng Au, Tina Bunnag y Jason Ninh Cao                                         |

### Videos musicales
| Año | Cantante    | Canción   | Notas                |
| --- | ----------- | --------- | -------------------- |
| -   | Fredi Kruga | "Twisted" | apareció en el video |

### Teatro
| Año  | Obra         | Personaje | Director | Teatro         | Notas |
| ---- | ------------ | --------- | -------- | -------------- | ----- |
| 2005 | The Brothers | -         | -        | Hackney Empire | -     |

## Premios y nominaciones
| Año  | Categoría     | Premio                    | Serie    | Resultado |
| ---- | ------------- | ------------------------- | -------- | --------- |
| 2016 | Best Newcomer | National Television Award | Casualty | Nominado  |